# Tatjana Prassl
Tatjana Prassl, née le 23 février 1996, est une cavalière suisse de voltige.

## Carrière
Aux Jeux équestres mondiaux de 2014 à Caen, elle est médaillée d'argent en voltige par équipes avec Nadja Büttiker, Ramona Näf, Martina Büttiker, Nathalie Bienz et Sally Stucki. 